# Al-Ka'im District
Al-Ka'im District är ett distrikt i Irak.   Det ligger i provinsen Al-Anbar, i den nordvästra delen av landet, 300 km väster om huvudstaden Bagdad.